# Europejskie Towarzystwo Matematyczne

Logo Europejskiego Towarzystwa Matematycznego

Europejskie Towarzystwo Matematyczne (ang. European Mathematical Society, EMS) – założone w 1990 roku międzynarodowe stowarzyszenie mające na celu rozwój matematyki w Europie.
Europejskie Towarzystwo Matematyczne zostało powołane do życia w 1990 w Polsce przez 27 matematycznych stowarzyszeń z Europy, w tym Polskie Towarzystwo Matematyczne. Pierwszym prezesem towarzystwa został Fritz Hirzebruch, a jego zastępcami Alessandro Figà-Talamanca i Czesław Olech. W kadencji 2019–2022 na funkcję prezesa został wybrany Volker Mehrmann, na jego następcę (od stycznia 2023) wybrany został Jan Philip Solovej.
EMS zrzesza około 60 krajowych towarzystw matematycznych (w tym Polskie Towarzystwo Matematyczne), 50 innych członków instytucjonalnych i 3 tys. członków indywidualnych. Jest też członkiem Międzynarodowej Unii Matematycznej.
Celem towarzystwa jest rozwój wszystkich aspektów matematyki w Europie, w szczególności zaś badań naukowych, zastosowań i edukacji. EMS chce być także pośrednikiem pomiędzy społecznością matematyków a osobami i instytucjami odpowiedzialnymi za politykę i fundusze europejskie.
Działania EMS obejmują m.in.:
- organizację – co 4 lata – Europejskich Kongresów Matematyki (European Congress of Mathematics, ECM)[5],
- przyznawanie nagród: Nagrody EMS (EMS Prize, ustanowiona w 1992), Nagrody Felixa Kleina (Felix Klein Prize, ustanowiona w 1999), Nagrody Otto Neugebauera (Otto Neugebauer Prize, ustanowiona w 2012)[6],
- wydawanie – (poprzez własne wydawnictwo EMS Press) czasopism i książek naukowych[2].